# Polyommatus felicia
Polyommatus felicia är en fjärilsart som beskrevs av Evans 1932. Polyommatus felicia ingår i släktet Polyommatus och familjen juvelvingar. Inga underarter finns listade i Catalogue of Life.